# 湛河北路街道
湛河北路街道，是中华人民共和国河南省平顶山市新华区下辖的一个乡镇级行政单位。

## 行政区划
湛河北路街道下辖以下地区：
八中北街社区和九中北街社区。